# Hermann von Wartberge
Hermann von Wartberge (* um 1330 im heutigen Niedersachsen; † um 1380 in Livland) war Kaplan des Landmeisters des Deutschen Ordens in Livland und ein Chronist Livlands.
Wartberge stammte aus dem heutigen Niedersachsen, seine Familie kam möglicherweise aus Warburg in Westfalen. Ein Hermann von Wartberge war um 1278 Bürgermeister in Marsberg und gehört möglicherweise zu seinen Vorfahren.
Hermann von Wartberge war Priester und wurde Kaplan des Landmeisters des Deutschen Ordens in Livland. Für den Orden war er auch mehrfach als Gesandter tätig. So reiste er 1366 nach Danzig, um die Ansprüche des Ordens gegenüber dem Bischof von Riga durchzusetzen.
Er schrieb eine Chronik Livlands (Chronicon Livoniae). Verfasst wurde die Schrift in einem mit vielen Fehlern durchsetzten Latein. Sie behandelt die Geschichte des Landes von den Anfängen bis in das Jahr 1378. Für den Beginn des Werkes stützte sich Hermann von Wartberge auf ältere schriftliche Quellen und teilweise auch auf mündliche Überlieferung. Dabei wurde die Geschichte im Sinne des Ordens geschrieben. Im zweiten Teil ab dem Jahr 1358 stützte er sich auf mündliche Überlieferungen, ihm vorliegende Dokumente und auf eigene Erlebnisse. Insbesondere für die letzten Jahrzehnte gewinnt die Chronik so einen Wert für die historische Forschung.

## Werk
- Hermanni de Wartberge: Chronicon Livoniae. Herausgegeben von Ernst Strehlke. Hirzel, Leipzig 1863 (Digitalisat bei Google Books)
  - Die livländische Chronik Hermann’s von Wartberge. Aus dem Lateinischen übersetzt von Ernst Strehlke. Berlin und Reval 1864 (Digitalisat bei Google Books)
  - Juozas Jurginis (Hrsg.): Livonijos kronikos. Henrikas Latvis, Hermanas Vartbergė. Vilnius 1991, ISBN 5-420-00466-6
  - Ēvalds Mugurēvičs (Hrsg.): Vartberges Hermaņa Livonijas hronika. Riga 2005, ISBN 998-4-601-44-7